# Självmordspatrullen (film, 1970)
Självmordspatrullen (engelska: Too Late the Hero) är en amerikansk långfilm från 1970 i regi av Robert Aldrich, med Michael Caine, Cliff Robertson, Ian Bannen och Harry Andrews i rollerna.

## Handling
Under kriget i Stilla Havet under andra världskriget blir löjtnant Sam Lawson (Cliff Robertson), en japansk-engelsk översättare, omplacerad till ett kompani brittiska soldater på Nya Hebriderna. Det som följer är blodiga strider i djungeln när britterna försöker ta sig till andra sidan av den blodiga ön och förstöra en japansk radiosändare.

## Rollista
| Michael Caine   | – Pvt. Tosh Hearne    |
| Henry Fonda     | – Capt. John G. Nolan |
| Ken Takakura    | – Major Yamaguchi     |
| Cliff Robertson | – Lt. Sam Lawson      |
| Ian Bannen      | – Pvt. Jock Thornton  |
| Harry Andrews   | – Col. Thompson       |
| Ronald Fraser   | – Pvt. Campbell       |
| Denholm Elliott | – Capt. Hornsby       |
| Lance Percival  | – Cpl. McLean         |
| Percy Herbert   | – Sgt. Johnstone      |
| Patrick Jordan  | – Sergeant Major      |
| Sam Kydd        | – Colour-Sergeant     |
| William Beckley | – Pvt. Currie         |
| Martin Horsey   | – Pvt. Griffiths      |
| Harvey Jason    | – Signalman Scott     |
| Don Knight      | – Pvt. Connolly       |
| Roger Newman    | – Pvt. Riddle         |

## Mottagande
Filmen gick med förust på $6 765 000 dollar, en av de störa förlusterna i ABC Films historia.